# Суарес, Инес де
Ине́с де Суа́рес (исп. Inés de Suárez, около 1507 — 1578 или 1580) — испанская женщина-конкистадор, участница завоевания Чили.

## Биография
Инес де Суарес родилась в Пласенсии области Эстремадура примерно в 1507 году. Около 1526 года, в возрасте 19 лет, вышла замуж за бедного идальго Хуана де Мелага, вскоре после этого отправившегося в Новый Свет для того, чтобы поправить свои дела, и поступившего там на службу к братьям Писарро. Около 1537 года прибыла в Америку в поисках пропавшего супруга и, после долгих скитаний, в 1538 году добралась до Лимы, где узнала, что её мужа давно нет в живых, так как он утонул в море. В 1539 году, как вдова испанского солдата, получила от Писарро небольшой участок земли в Куско и энкомьенду с несколькими индейцами. Вскоре после этого стала любовницей Педро де Вальдивии. Хотя они и происходили из одних и тех же мест, и авторы ряда художественных произведений впоследствии придумали истории об их долгой любви, какие-то свидетельства того, что они были знакомы ранее, отсутствуют.
В начале 1540 года Педро де Вальдивия сумел получить от Франсиско Писарро разрешение для Инес де Суарес сопровождать его экспедицию на юг, через пустыню Атакама. Во время пути Инес, помимо заботы о Вальдивии, ухаживала за ранеными и больными, искала для них воду в пустыне, и однажды спасла жизнь Вальдивии, когда на него покусился один из соперников. Путь был тяжёлым, так как индейцы, уже знакомые с испанцами, применяли тактику выжженной земли. В декабре 1540 года, через 11 месяцев после выхода из Куско, экспедиция достигла реки Мапочо, где Вальдивия собрался основать столицу территории. Долина была густо населена аборигенами, и Вальдивия попытался уверить их в своих добрых намерениях, преподнеся им подарки. Индейцы подарки приняли, но потом под влиянием вождя Мичималонко напали на испанцев. В решающий момент, когда испанцы, казалось, были разгромлены, индейцы неожиданно бежали. Испанцы решили, что их спасло чудесное появления Святого Иакова (Яго), и потому назвали основанный 12 февраля 1541 года город Сантьяго.
В августе 1541 года, когда Вальдивия был занят на побережье, Инес раскрыла ещё один заговор против него. Разобравшись с заговорщиками, Вальдивия перенёс своё внимание на индейцев, и пригласил к себе семь касиков (включая инкского губернатора Кольясуйу Киликанту), чтобы обсудить поставки продовольствия. Когда индейцы прибыли, Вальдивия захватил их в заложники, чтобы гарантировать доставку продовольствия и безопасность отдалённых поселений.
9 сентября 1541 года Вальдивия отправился с 40 солдатами подавлять восстание индейцев возле Аконкагуа, а 10 сентября в Сантьяго пришло сообщения, что окрестные леса полны индейцев. Инес спросили, не считает ли она, что заложников нужно отпустить в качестве жеста доброй воли, но она ответила, что это плохая идея. На следующий день развернулось жестокое сражение; Инес весь день доставляла сражающимся испанцам еду и воду, заботилась о раненых. Так как ситуация была критической и испанцы пали духом, Инес предложила, чтобы семеро заключённых касиков, которые весь день криками подбадривали нападавших, были обезглавлены на виду у индейцев. Так и было сделано. После казни Инес выехала перед солдатами на белой лошади, и воспрянувшие духом испанцы обрушились на индейцев и разбили их.
В 1545 году Вальдивия даровал Инес за её храбрость и доблесть энкомьенду.
В 1548 году Педро де Вальдивия отправился в Перу за подкреплениями. Там против него был начат судебный процесс; среди предъявленных обвинений было и то, что он открыто живёт с Инес де Суарес «как муж с женой», несмотря на то, что у него есть законная жена. В обмен на освобождение и назначение королевским губернатором Чили ему было приказано отослать Инес и выдать её замуж, а в Чили взять свою законную жену Марину Ортис де Гаэте (она прибыла туда лишь после его смерти). В 1549 году Инес де Суарес вышла замуж за сподвижника Вальдивии Родриго де Кирогу; на момент свадьбы невесте было 42 года, а жениху — 38.
После свадьбы Инес де Суарес стала жить тихой семейной жизнью, посвятив себя дому и благочестию. Они с мужем скончались в 1580 году в одном и том же месяце.

## Образ в искусстве
Инес де Суарес стала героиней ряда исторических романов:
- Мария Корреа Моранде «Inés y las raíces de la tierra» (1964)
- Хорхе Гусман «Ay Mamá Inés — Crónica Testimonial» (1993)
- Исабель Альенде «Inés del alma mía» (2006)

- В 1971 году был снят фильм «La Araucana» (в рус. прокате «Последняя битва инков»), в котором роль Инес сыграла итальянская актриса Эльза Мартинелли.
- «Инес души моей» (2020) — Inés del alma mía («Inés of My Soul») — сериал по одноименному роману Исабель Альенде; роль Инес исполняет испанская актриса Елена Ривера.